# August Hermann Francke
August Hermann Francke (ur. 22 marca 1663 w Lubece, zm. 8 czerwca 1727 w Halle) – niemiecki teolog protestancki, filantrop, pedagog, jeden z czołowych przedstawicieli pietyzmu. W latach 1695–1727 wykładał na uniwersytecie w Halle teologię i języki wschodu, również w latach 1692-1715 piastował urząd proboszcza w kościele pw. św. Jerzego w miejscowości Glaucha na przedmieściach Halle, a w latach 1715-1727 był proboszczem w kościele pw. św. Ulryka. Założył szereg instytucji filantropijnych i naukowych: domy dziecka, gimnazja, seminaria, zakłady wychowawcze, biblioteki. W swych zasadach pedagogicznych, idąc za Lockem i Fénelonem, kładł specjalny nacisk na ćwiczenia fizyczne i pracę ręczną.